# سیلشی سیهین
سیلشی سیهین (انگلیسی: Sileshi Sihine؛ زادهٔ ۲۹ ژانویهٔ ۱۹۸۳) دونده دو استقامت، و ورزشکار دو و میدانی اهل اتیوپی است.